# Crosa
Crosa est une commune italienne de moins de 1 000 habitants, située dans la province de Biella, dans la région Piémont, dans le nord-ouest de l'Italie.

## Administration
| Période                                  | Période  | Identité      | Étiquette    | Qualité |
| ---------------------------------------- | -------- | ------------- | ------------ | ------- |
| 2009                                     | En cours | Silvio Rottin | Lista Civica |         |
| Les données manquantes sont à compléter. |          |               |              |         |

### Communes limitrophes
Casapinta, Cossato, Lessona, Strona